# حمید فاخر
حمید فاخر (انگلیسی: Humaid Fakher؛ زادهٔ ۳ نوامبر ۱۹۷۸) بازیکن فوتبال اهل امارات متحده عربی بود.
از باشگاه‌هایی که در آن بازی کرده‌است می‌توان به باشگاه ورزشی بنی یاس و باشگاه فوتبال العین اشاره کرد.
وی همچنین در تیم ملی فوتبال امارات متحده عربی بازی کرده‌است.